# Xavier de Langlais
Pour les articles homonymes, voir Langlais.
Xavier de Langlais, né le 27 avril 1906 à Sarzeau (Morbihan) et mort le 14 juin 1975 à Rennes (Ille-et-Vilaine), est un peintre, graveur et écrivain français.
Il est resté connu pour son ouvrage de référence La Technique de la peinture à l'huile, publié en 1959, et son implication dans le mouvememt des Seiz Breur.

## Biographie

### Parcours artistique
Fils de Roger de Langlais et de Marguerite Joséphine Huchet du Guermeur, Xavier de Langlais suit des études à l'École des beaux-arts de Nantes dès 1922, puis à l'École des beaux-arts de Paris de 1926 à 1928. C'est à Paris que l'éloignement le rapproche intellectuellement de la Bretagne. Il apprend le breton en autodidacte. Il est accueilli à Paris par la famille du graveur Xavier Haas, qu'il a connu à Sarzeau, et qui restera son ami sa vie durant. Langlais effectue son service militaire à Fontainebleau qu'il achève comme maréchal des logis-chef.
Il cherche sa voie dans un art nouveau en phase avec son amour de la Bretagne. Langlais se spécialise dans la peinture et la décoration des églises, et dans la recherche de technique picturale nouvelle. C'est ainsi qu'il prend contact avec Spéranza Calo-Séailles et lui fournira des cartons qu'elle reproduira sur Lap.
En 1931, il épouse Annick Gazet du Chatelier, fille de  Michel Gazet du Châtelier et d'Annie Walsh de Serrant, et aura quatre enfants avec elle. En 1948, il devient professeur de dessin à l'École régionale des beaux-arts de Rennes où il fait toute sa carrière. Il illustre, principalement par la technique du bois gravé, ses propres œuvres ainsi que de nombreux ouvrages concernant la Bretagne.
Il est réputé pour son ouvrage intitulé La Technique de la peinture à l'huile, traduit en plusieurs langues, dont le japonais.
Il commence aussi à peindre des fresques murales dans des chapelles et des églises, par exemple dans l'église de La Richardais, celle d'Étel, la chapelle du collège Saint-Joseph à Lannion, celle de l'évêché à Saint-Brieuc, la crypte du séminaire de Saint-Brieuc, etc.., ainsi que des chemins de croix.

### Le militant breton
Dès 1924, il prend contact avec l'Unvaniezh Seiz Breur, un mouvement d'artistes bretons réunis par Jeanne Malivel et René-Yves Creston. Avec James Bouillé, architecte et lui-même membre du Seiz Breur, il anime en 1935 l'atelier d'art breton An Droellenn (la Spirale), atelier breton d'art chrétien, avec l'architecte guingampais James Bouillé. Il est l'auteur de peintures murales religieuses dans la chapelle du collège Saint-Joseph à Lannion, au grand séminaire de Saint-Brieuc, à Notre-Dame-de-la-Mer à Étel, ou dans l'église de La Richardais,,. Il conçoit le Chemin de croix de La Baule.
Dès sa rencontre avec Roparz Hemon en 1926 à Paris, Langlais rejoint le groupe des rédacteurs de la revue littéraire bretonnante Gwalarn. Il compose des pièces de théâtre, des poèmes et la seule étude sur l'art publiée en langue bretonne.
En 1936, puis en 1945, il peint un ensemble de cinq taolennoù, commandés par les missionnaires montfortains de Guipavas et très largement inspirées des images de Vincent Huby. En 1946, il peint une série de quatre taolennoù, commandés par le père Médard, un capucin de Guingamp. Ce sont les derniers historiquement à avoir été peints. « Dans ses taolennoù, Xavier de Langlais rompt avec la tradition : finis les cœurs surmontés d'une tête, les diables, les serpents, les crapauds et autres symboles des péchés capitaux ; place aux sacrements, place au pardon, place à l'Église où le Christ accueille les bras ouverts tous ceux qui viennent à lui ».
Écrivain bretonnant, il est l'ardent promoteur d'une réforme orthographique qui permettrait d'inclure les formes spécifiques du breton vannetais qu'il pratique. Les discussions entre écrivains qu'il organise à Vannes à partir de 1936 n'aboutissent qu'en 1941 à la réforme orthographique dite peurunvan. Son rôle dans l'unification de l'orthographe de la langue bretonne a été l'objet d'une thèse de Glenn Gouthe.

### Seconde Guerre mondiale
Xavier de Langlais se sent très concerné par la promotion de la langue bretonne : en 1942, il crée le timbre Komzomp Brezoneg (« Parlons breton »), ainsi que la carte postale Komzit brezoneg d'in, Mammig ! (« Parlez-moi breton, Maman ! »), souvent reproduits depuis.
C'est à la même époque qu'il se lance dans la composition de sa première œuvre écrite ambitieuse, Enez ar rod (L’île de la roue), dont la première édition en cours d’impression est détruite dans les bombardements de Rennes.
En 1941, il s'établit à Rennes, devient critique artistique et littéraire, lui et plusieurs artistes écrivent une chronique en breton publiée et signée sous le même pseudonyme de Lan hag Hervé pour le quotidien régionaliste — à tendance pétainiste — La Bretagne de Yann Fouéré, qui publie un article résolument antisémite le lendemain de la rafle du Vélodrome d'Hiver des 16 et 17 juillet 1942.
Pour La Bretagne, Xavier de Langlais illustre plusieurs romans publiés en feuilleton : Tristan et Iseult, Les Amazones de la Chouannerie de Théophile Briant, La louve de Rohan de Paul Féval, La gloire sous les voiles de Jean d'Agraives, Goulven le goémonier d'Yves-Marie Rudel.

### L'après-guerre
À l'été 1946, à l'invitation d'Armand Keravel, il a fait un exposé sur Le sens du beau chez les enfants à l'École d'été d'Ar Falz, à Audierne, sorte de laboratoire d'où sortira le futur Camp des bretonnants.
En février 1947, il renoue avec les Seiz Breur que Creston tente en vain de relancer, lors d'une conférence donnée à Paris, au cercle Ker Vreizh, pour le dixième anniversaire de la mort de Jakez Riou. Il devient en 1948 pour un temps président de la Fédération des cercles celtiques de Bretagne.
Après-guerre, alors que le mouvement culturel breton est décapité, il participe à la renaissance de l'édition en breton avec, en 1949, la maison d'édition et de diffusion Ar Balb (Breuriezh al levrioù brezhonek), qui édite son roman d'anticipation écrit durant la guerre : Enez ar Rod. Il prend, dès 1948, la présidence du Cercle celtique de Rennes, et est membre cofondateur du Camp des bretonnants (Kamp etrekeltiek ar vrezhonegerien) avec Vefa de Bellaing et Ronan Huon, créé en 1948 et qui existe toujours. Il est élu vice-président du mouvement catholique Bleun-Brug en 1949.
Mais si toute sa vie Xavier de Langlais va témoigner en faveur d'une culture bretonne vivante, notamment par son œuvre peinte, ses illustrations de livres, ses bois gravés, le professeur à l'École des beaux-arts de Rennes (1948-1973) va de plus en plus devoir cohabiter avec l'écrivain. Il élève un monument en faveur d'une relecture « armoricaine » de la matière de Bretagne, c'est son cycle Le roman du roi Arthur, cinq volumes dans sa version française, dont il n'aura pas le temps de mener à terme la version en langue bretonne.

## Œuvres

### Publication
- An diou zremm (les deux visages), pièce de théâtre illustrée par l'auteur, 1932.
  - An div zremm, in C'hoariva brezhonek, Skridoù Breizh, 1943 (avec d'autres pièces en breton de Perrot, J. Priel, R. Hemon, C. Marlowe, H. Ghéon).
- Kanou en noz (poèmes), Rennes, Moulerez Kenwerzel Breiz, 1932, 67pp.
- Koroll ar Marv hag ar Vuhez (Danse de la Mort et de la Vie), pièce de théâtre, éd. SAV, [1938], réédité par Hor Yezh, 2006, 79pp (avec ajout d'une partition musicale de George Arnoux et la traduction en français de l'auteur).
- Ene al Linennoù (l'Âme des lignes) ; Brest, Skridoù Breizh, 1942, 84+8pp (avec résumé en français), réédité par Hor Yezh, 2011, 84pp.
- Enez ar Rod (l'île sous cloche), Rennes, Ar Balb, 1949, 310pp, 27 pl. (bois), réédité par Hor Yezh, 2000 (roman de science-fiction écrit pendant les années 1940-1942).
  - traduction française : L'Ile sous cloche ; Nantes, Aux Portes du Large, 1946.
  - 2e édition, Denoël (Présence du futur, 86), 1965.
  - 3e édition, Spézet, Coop Breizh, 2002.
- Tristan hag Izold, éd. illustrée ; Brest, Al Liamm, 1958, réédition en 1972 (traduction française en 1974).
- La Technique de la peinture à l'huile. Histoire du procédé à l'huile, de Van Eyck à nos jours, Flammarion, 1959 détail de l'édition, réédité en 1963, 1966, 1968, 1973, 1988, 2002.
- Le Roman du Roi Arthur, cycle arthurien en 5 volumes, renouvelé par Xavier de Langlais, P. Piazza, 1965-1971, Prix Bretagne 1967, Prix Lange de l’Académie française 1972.
  - Le roman du Roi Arthur [Merlin] (1965)  (ISBN 2903708142).
  - Lancelot (1967)  (ISBN 2909924211).
  - Perceval (1969)  (ISBN 2909924106).
  - La Quête du Graal (1971)  (ISBN 2903708134).
  - La Fin des temps aventureux (1971), postface de Jean Frappier  (ISBN 290992422X).
  - 2e édition, P., les Heures claires, 1980.
  - 3e édition, Spézet, Coop Breizh.
  - Nouvelle édition pochulaire en 2 volumes, Spézet, Coop Breizh, 2006, 511pp & 443pp.
- Tristan et Yseult, traduit du breton par Andrev Roparz, Rennes, Terre de brume, 1994  (ISBN 2908021374) (cf. 1958).
- Romant ar Roue Arzhur. Marzhin (Merlin), version bretonne du premier livre du cycle arthurien, Brest, Al Liamm, 1975, 191 p.
- Joseph Bédier (adaptation) et Xavier de Langlais (ill. Xavier de Langlais), Le roman de Tristan et Iseult, Fouesnant, Yoran Embanner, 2008, 191 p. (ISBN 978-2-916579-13-9).

### Peinture
Ses œuvres sont visibles notamment dans une vingtaine d'églises de Bretagne, surtout dans le Morbihan (Ploemeur, Lorient, Sarzeau, Étel et Surzur).
- Chemin de Croix, 1929, peinture à l'huile, Bégard, Trézélan, église Saint-Rivoa,  Inscrit MH (1993)[17].
- Chemin de Croix, 1932, peinture à l'huile sur fibrociment, Plounevez-Quintin, église paroissiale Saint-Pierre[18],[19].
- Chemin de Croix, 1933, peinture à l'huile sur lap, Mérillac, église paroissiale Saint-Pierre[20].
- Chemin de croix, 1933, lap et ciment recouvert d'émaux, Combrit, chapelle Notre-Dame-de-la-Clarté.
- Chemin de Croix, 1935, peinture à l'huile, Trémel, église Notre-Dame de Pitié[21].
- Chemin de Croix, 1935, peinture à l'huile, La Baule-Escoublac, église Saint-Pierre.
- Chemin de Croix, 1935, peinture à l'huile sur toile marouflée, Lannion, chemin de croix de la chapelle Saint-Joseph,  Inscrit MH (1995)[22].
- Chemin de Croix, 1936, peinture, La Baule-Escoublac, église Notre-Dame.
- Chemin de Croix, 1936, peinture, Trézélan, église paroissiale.
- Le Baptême du Christ, 1936, peinture, Sarzeau, église paroissiale.
- Chemin de Croix, 1937, peinture, Saumur, église Saint-Pierre.
- Vierge à l'Enfant, 1937, peinture, Surzur, église paroissiale.
- Présentation de la Vierge au temple et Passion du Christ, 1949, Saint-Brieuc, crypte du grand séminaire.
- Chemin de Croix, 1955, peinture, La Richardais, église Saint-Clément[23].
- L'Abbé Cormeaux, 1966, huile sur toile, commande de l'abbé Boulbin, Plaintel, église paroissiale[24].
- Chemin de Croix, peinture, Sainte-Anne-d'Auray, basilique Sainte-Anne d'Auray.

Entre 1953 et 1955, il a décoré 17 églises. Parmi les tableaux de Xavier de Langlais, onze sont protégés par classement par les monuments historiques :
- Christ en Croix, fibrociment, Le Hézo, église paroissiale ;
- cinq Taolennoù[25], 1936, Guipavas, maison des Missionnaires montfortains au Rody[26] :
  - La Persévérance[27] ;
  - La Rechute[28] ;
  - La Conversion de l’âme[29] ;
  - L’Âme en état de péché mortel[30] ;
  - Les deux chemins[31].

### Fresque
- La Vierge, et l'Enfant assis sur ses genoux donnant la main à Saint Joseph, entourés d'anges, 1936-1937, fresque du chœur, Lannion, chapelle Saint-Joseph[32].
- Saint-Christophe et la mort, 1937, La Boissière, abside de la chapelle Saint-Christophe.
- Vie de saint Malo et Vie de saint Lunaire, La Richardais, église Saint-Clément[33],[23].
- Notre-Dame de la mer, 1958, offrande des marins, fresque sur mortier, Étel, église paroissiale.
- Les Saints bretons et L'Arrivée du moine Brieuc et de ses compagnons au Légué, 1956-1958, fresques sur mortier de trois panneaux, Saint-Brieuc, chapelle de l'évêché. Ces deux œuvres ont été transférés dans la galerie du cloitre de la Maison Saint-Yves.
- Formes géométriques, 1959, deux fresques au-dessus des autels des chapelles latérales, Lorient, église Saint-Louis.
- Paysage marin, 1968, fresque dans le hall, Quimper, zone de l'hippodrome, usine Entremont Alliance[34].

### Mosaïque et céramique
- Chemin de croix, 1959, peinture sur céramique, Ploemeur, église paroissiale.
- L'Enchantement du Vendredi Saint, 1972, mosaïque, Néant-sur-Yvel, église paroissiale.

### Vitrail
- Vitrail de saint Yves, 1946, Église-Neuve-de-Vergt, église paroissiale Saint-Barthélémy.

### Estampe
- Saint Renan, 1948, linogravures originales en deux tons[35].

### Illustration
- Er Mason (Roperh) Chal ha dichal, skeudennet get Xavier de Langlais, Henbont, Dihunamb, 1943.
- Théophile Briant, Saint-Malo dévasté, Nantes, pour l'Imprimerie Beuchet et Vanden Brugge, Rennes, aux dépens de l'artiste, 1946.
- Florian Le Roy, En passant par la Bretagne, illustrations de Xavier de Langlais et Pierre Péron, éditions des provinces françaises, 1947.
- Abbé Henri Poisson, Histoire de la Bretagne, illustré de 12 bois hors-texte, 1948.
- Hemon (Roparz), Alanig an Tri Roue, Skridoù Breizh, 1950.
- A Troude et G. Milin, Labous ar wirionez ha marvailhoù all, adembannet gant Roparz Hemon, La Baule, Skridoù Breiz, 1950.
- Pierre Cressard, Les maisons inspirées, Rennes, Librairie Plihon, 1957.
- Jean Kerlyve, Le petit lépreux, Debresse, 1957.
- Jean Kerlyve, Le secret du roi, Debresse, 1959.
- Jean Kerlyve, Nama l'Ewondo, Debresse, 1959.
- Anne de Tourville, Jabadao, Rennes, Éditions Ouest-France, 1996 (illustrations réalisées en 1950).
- Théophile Briant, Les Amazones de la Chouannerie, Lanore, 1996 (illustrations réalisées pour le feuilleton de La Bretagne en 1941).
- Joseph Bédier, Le roman de Tristan et Iseut, Fouesnant, Yoran embanner, 2008.
- Yves-Marie Rudel, Goulven le Goémonier, Paris, Colbert en 1942 [36].
- Bleiguen, Au cœur du Haut-Vannetais, Questembert , Rennes, Imprimerie Simon, 1958.

## Œuvres dans les collections publiques
États-Unis
- Miami Beach, Wolfsonian–Florida International University (en) : affiche.

France
- Lesneven, musée du Léon : quatre taoulennou.
- Pont-Aven, musée de Pont-Aven : fonds de gravures de saints bretons.
- Port Tudy , écomusée de l'île de Groix : gravures et dessins.
- Quimper :
  - musée départemental breton : affiches, gravures, dessins et études.
  - musée de la Faïence de Quimper : Statue de la Vierge.
- Rennes :
  - musée des Beaux-Arts : fonds de peintures et de 47 dessins.
  - musée de Bretagne : fonds d'atelier de gravures et illustrations.
- Saint-Brieuc, musée d'Art et d'Histoire : Maternité, peinture.
- Saint-Gildas-de-Rhuys, musée des Arts, Métiers et Commerce : portraits, gravures et dessins.
- Vannes, musée de la Cohue : peinture, affiche.